# Friedrich Sthamer
Gustav Friedrich Carl Johann Sthamer, född 24 november 1856 på godset Groß Weeden i Sachsen-Lauenburg, död 29 juni 1931 i Hamburg, var en tysk ämbetsman och diplomat.
Sthamer tillhörde en hamburgsk patriciersläkt och blev 1879 advokat i Hamburg, där han 1891 invaldes i borgerskapet och 1904 i senaten. Han blev 1912 president för Hamburgs deputation för handel, skeppsfart och industri, var under första världskriget 1915–16 tysk civilguvernör i Antwerpen, därefter rikskommissarie för ekonomisk avveckling av krigsårens förhållanden ("Übergangswirtschaft"). 
Sthamer valdes till förste borgmästare i Hamburg för 1920 och utsågs samma år till tysk ambassadör i London, en befattning vilken han behöll intill pensioneringen 1930. Han lyckades på denna post förvärva sig en aktad ställning och bidrog verksamt till knytandet av nya, vänskapliga tysk-brittiska förbindelser, särskilt på det ekonomiska området.